# Pietro Caprano

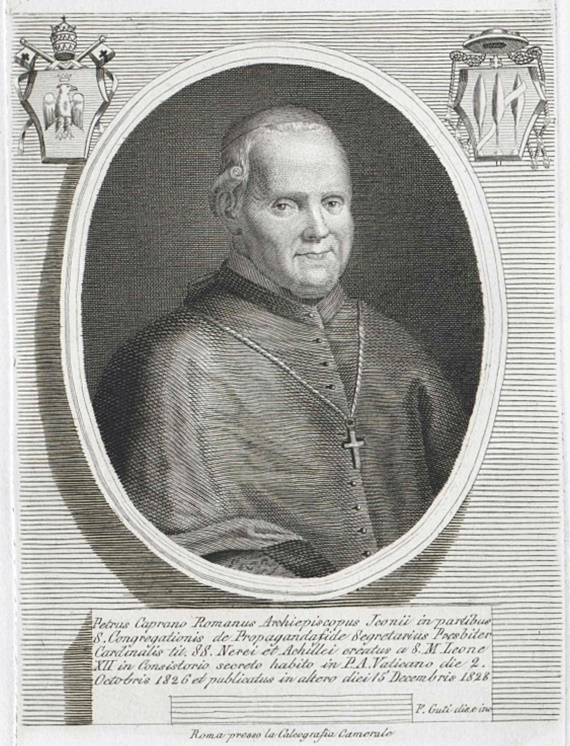
Pietro Kardinal Caprano (1830)

Pietro Caprano (* 28. Februar 1759 in Rom; † 24. Februar 1834 ebenda) war ein Kardinal der Römischen Kirche.

## Leben
Caprano empfing am 23. Februar 1782 die Priesterweihe. Am 8. März 1816 wurde er Titularerzbischof von Iconium. Die Bischofsweihe spendete ihm am 17. März 1816 in der Kirche San Ignazio in Rom der Kardinalgroßpönitentiar Michele Di Pietro; Mitkonsekratoren waren die Kurienerzbischöfe Candido Maria Frattini und Giovanni Marchetti. Er war seit dem Jahre 1824 Sekretär der Kongregation für die Glaubenslehre. Caprano war Mitglied der Kurie und wurde am 2. Oktober 1826 von Papst Leo XII. in pectore zum Kardinal erhoben, was am 15. Dezember 1828 veröffentlicht wurde, zugleich wurde er Kardinalpriester der Titelkirche Santi Nereo ed Achilleo. Er nahm am Konklave von 1829 teil, das Papst Pius VIII. wählte, sowie am Konklave von 1830/31, aus dem Gregor XVI. als Papst hervorging.
Kardinal Caprano starb 1834 und wurde in der Kirche San Marcello aufgebahrt und, nach seinem testamentarischen Willen, in San Ignazio beigesetzt.